# Mieczysławowo (rejon mołodecki)
Mieczysławowo – dawny folwark. Tereny, na których leżał, znajdują się obecnie na Białorusi, w obwodzie mińskim, w rejonie mołodeckim.
Dawniej używane nazwy – Hruszwiczyzna, Ruświczyzna

## Historia
W czasach zaborów folwark w powiecie wilejskim, w guberni wileńskiej Imperium Rosyjskiego
W latach 1921–1945 folwark leżał w Polsce, w województwie wileńskim, w powiecie wilejskim, od 1927 roku w powiecie mołodeczańskim, w gminie Gródek.
Według Powszechnego Spisu Ludności z 1921 roku zamieszkiwało tu 12 osób, 10 było wyznania rzymskokatolickiego, 2 prawosławnego. Jednocześnie 9 mieszkańców zadeklarowało polską, 2 białoruską a 1 inną przynależność narodową. Był tu 1 budynek mieszkalny. W 1931 w 1 domu zamieszkiwało 5 osób.
Wierni należeli do parafii prawosławnej w Gródku. Miejscowość podlegała pod Sąd Grodzki w Rakowie i Okręgowy w Wilnie; właściwy urząd pocztowy mieścił się w Gródku.